# Simone Rasmussen
Simone Hebsgaard Rasmussen (født 8. maj 1993 i Struer) er en tidligere dansk håndboldspiller, der senest spillede for Ringkøbing Håndbold. Hun kom til klubben i 2015 og stoppede i 2019. Hun har tidligere optrådt for FCM Håndbold.
Hun var med til at vinde det danske mesterskab tilbage i 2015, sammen med FC Midtjylland Håndbold, efter finalesejre over Team Esbjerg.